# Elaphria mastera
Elaphria mastera là một loài bướm đêm trong họ Noctuidae.